# Championnat du Rio Grande do Sul de football
 (décembre 2024).
Si vous disposez d'ouvrages ou d'articles de référence ou si vous connaissez des sites web de qualité traitant du thème abordé ici, merci de compléter l'article en donnant les références utiles à sa vérifiabilité et en les liant à la section « Notes et références ».
Le Championnat du Rio Grande do Sul de football ou Championnat Gaúcho est une compétition de football qui réunit les clubs de l'État du Rio Grande do Sul, au Brésil. La compétition est gérée par la Fédération de football du Rio Grande do Sul (FGF). 

## Clubs
Première Division
- Aimoré
- Avenida
- Brasil de Pelotas
- Caxias
- Grêmio
- Internacional
- Juventude
- EC Novo Hamburgo
- EC Pelotas
- São Luiz
- São José
- Veranópolis

## Palmarès
| Année | Champion                     |
| ----- | ---------------------------- |
| 1919  | Brasil de Pelotas (1)        |
| 1920  | Guarany de Bagé (1)          |
| 1921  | Grêmio Porto Alegre (1)      |
| 1922  | Grêmio Porto Alegre (2)      |
| 1925  | Grêmio Bagé (1)              |
| 1926  | Grêmio Porto Alegre (3)      |
| 1927  | SC Internacional (1)         |
| 1928  | SC Americano (1)             |
| 1929  | Cruzeiro de Porto Alegre (1) |
| 1930  | EC Pelotas (1)               |
| 1931  | Grêmio Porto Alegre (4)      |
| 1932  | Grêmio Porto Alegre (5)      |
| 1933  | SC São Paulo (1)             |
| 1934  | SC Internacional (2)         |
| 1935  | GA Farroupilha (1)           |
| 1936  | SC Rio Grande (1)            |
| 1937  | Grêmio Santanense (1)        |
| 1938  | Guarany de Bagé (2)          |
| 1939  | FC Rio-Grandense (1)         |
| 1940  | SC Internacional (3)         |
| 1941  | SC Internacional (4)         |
| 1942  | SC Internacional (5)         |
| 1943  | SC Internacional (6)         |
| 1944  | SC Internacional (7)         |
| 1945  | SC Internacional (8)         |
| 1946  | Grêmio Porto Alegre (6)      |
| 1947  | SC Internacional (9)         |
| 1948  | SC Internacional (10)        |
| 1949  | Grêmio Porto Alegre (7)      |
| 1950  | SC Internacional (11)        |
| 1951  | SC Internacional (12)        |
| 1952  | SC Internacional (13)        |
| 1953  | SC Internacional (14)        |
| 1954  | Grêmio Renner (1)            |
| 1955  | SC Internacional (15)        |
| 1956  | Grêmio Porto Alegre (8)      |
| 1957  | Grêmio Porto Alegre (9)      |
| 1958  | Grêmio Porto Alegre (10)     |
| 1959  | Grêmio Porto Alegre (11)     |
| 1960  | Grêmio Porto Alegre (12)     |
| 1961  | SC Internacional (16)        |
| 1962  | Grêmio Porto Alegre (13)     |
| 1963  | Grêmio Porto Alegre (14)     |
| 1964  | Grêmio Porto Alegre (15)     |
| 1965  | Grêmio Porto Alegre (16)     |
| 1966  | Grêmio Porto Alegre (17)     |
| 1967  | Grêmio Porto Alegre (18)     |
| 1968  | Grêmio Porto Alegre (19)     |
| 1969  | SC Internacional (17)        |
| 1970  | SC Internacional (18)        |
| 1971  | SC Internacional (19)        |
| 1972  | SC Internacional (20)        |
| 1973  | SC Internacional (21)        |
| 1974  | SC Internacional (22)        |
| 1975  | SC Internacional (23)        |
| 1976  | SC Internacional (24)        |
| 1977  | Grêmio Porto Alegre (20)     |
| 1978  | SC Internacional (25)        |
| 1979  | Grêmio Porto Alegre (21)     |
| 1980  | Grêmio Porto Alegre (22)     |
| 1981  | SC Internacional (26)        |
| 1982  | SC Internacional (27)        |
| 1983  | SC Internacional (28)        |
| 1984  | SC Internacional (29)        |
| 1985  | Grêmio Porto Alegre (23)     |
| 1986  | Grêmio Porto Alegre (24)     |
| 1987  | Grêmio Porto Alegre (25)     |
| 1988  | Grêmio Porto Alegre (26)     |
| 1989  | Grêmio Porto Alegre (27)     |
| 1990  | Grêmio Porto Alegre (28)     |
| 1991  | SC Internacional (30)        |
| 1992  | SC Internacional (31)        |
| 1993  | Grêmio Porto Alegre (29)     |
| 1994  | SC Internacional (32)        |
| 1995  | Grêmio Porto Alegre (30)     |
| 1996  | Grêmio Porto Alegre (31)     |
| 1997  | SC Internacional (33)        |
| 1998  | EC Juventude (1)             |
| 1999  | Grêmio Porto Alegre (32)     |
| 2000  | SER Caxias do Sul (1)        |
| 2001  | Grêmio Porto Alegre (33)     |
| 2002  | SC Internacional (34)        |
| 2003  | SC Internacional (35)        |
| 2004  | SC Internacional (36)        |
| 2005  | SC Internacional (37)        |
| 2006  | Grêmio Porto Alegre (34)     |
| 2007  | Grêmio Porto Alegre (35)     |
| 2008  | SC Internacional (38)        |
| 2009  | SC Internacional (39)        |
| 2010  | Grêmio Porto Alegre (36)     |
| 2011  | SC Internacional (40)        |
| 2012  | SC Internacional (41)        |
| 2013  | SC Internacional (42)        |
| 2014  | SC Internacional (43)        |
| 2015  | SC Internacional (44)        |
| 2016  | SC Internacional (45)        |
| 2017  | EC Novo Hamburgo (1)         |
| 2018  | Grêmio Porto Alegre (37)     |
| 2019  | Grêmio Porto Alegre (38)     |
| 2020  | Grêmio Porto Alegre (39)     |
| 2021  | Grêmio Porto Alegre (40)     |
| 2022  | Grêmio Porto Alegre (41)     |
| 2023  | Grêmio Porto Alegre (42)     |
| 2024  | Grêmio Porto Alegre (43)     |
| 2025  | SC Internacional (46)        |

## Bilan
| Clubs                    | Titres | Années |
| ------------------------ | ------ | --- |
| SC Internacional         | 46     | 1927, 1934, 1940, 1941, 1942, 1943, 1944, 1945, 1947, 1948, 1950, 1951, 1952, 1953, 1955, 1961, 1969, 1970, 1971, 1972, 1973, 1974, 1975, 1976, 1978, 1981, 1982, 1983, 1984, 1991, 1992, 1994, 1997, 2002, 2003, 2004, 2005, 2008, 2009, 2011, 2012, 2013, 2014, 2015, 2016, 2025 |
| Grêmio Porto Alegre      | 43     | 1921, 1922, 1926, 1931, 1932, 1946, 1949, 1956, 1957, 1958, 1959, 1960, 1962, 1963, 1964, 1965, 1966, 1967, 1968, 1977, 1979, 1980, 1985, 1986, 1987, 1988, 1989, 1990, 1993, 1995, 1996, 1999, 2001, 2006, 2007, 2010, 2018, 2019, 2020, 2021, 2022, 2023, 2024                   |
| Guarany de Bagé          | 2      | 1920, 1938 |
| EC Juventude             | 1      | 1998 |
| Brasil de Pelotas        | 1      | 1919 |
| EC Pelotas               | 1      | 1930 |
| EC Novo Hamburgo         | 1      | 2017 |
| Grêmio Bagé              | 1      | 1925 |
| FC Rio-Grandense         | 1      | 1939 |
| SER Caxias do Sul        | 1      | 2000 |
| GA Farroupilha           | 1      | 1935 |
| Grêmio Santanense        | 1      | 1937 |
| SC Rio Grande            | 1      | 1936 |
| SC Americano             | 1      | 1928 |
| Cruzeiro de Porto Alegre | 1      | 1929 |
| Grêmio Renner            | 1      | 1954 |
| SC São Paulo             | 1      | 1933 |

## Note et référence
1. ↑  (pt-BR) « Federação Gaúcha de Futebol », sur www.fgf.com.br (consulté le 24 juin 2025)
2. 1 2  « BOLA N@ ÁREA - Campeonato Gaúcho », sur www.bolanaarea.com (consulté le 24 juin 2025)